# Hornpipe (Tanz)

G. F. Händel: Melodie Alla Hornpipe aus der Wassermusik

Die Hornpipe ist ein traditionelles englisches Tanzstück in lebhaftem Tempo, das ursprünglich im 3/2-Takt notiert wurde. Um 1760 ging der Name über auf Musikstücke im 2/4- oder 4/4-Takt. Sie ist benannt nach dem gleichnamigen alten, besonders in Wales und Schottland verbreiteten Blasinstrument.

## Geschichte
Als Tanz war die Hornpipe in England bereits im 16. Jahrhundert gut bekannt. Barnabe Rich erwähnt 1581 ihre Popularität. Besonders bei der Landbevölkerung von Lancashire und Derbyshire war die Hornpipe sehr beliebt, und noch lange nachdem sie in anderen Gegenden bereits verschwunden war, waren diese Grafschaften berühmt für die Hornpipe. Die älteste Sammlung von volkstümlichen Hornpipes ist Thomas Marsdens Collection of original Lancashire Hornpipes, Old and New, die wahrscheinlich bereits 1697 veröffentlicht wurde.
Historisch lassen sich drei verschiedene Grundtypen, die Hornpipe zu tanzen, unterscheiden: Rundtanz, Country Dance und Solotanz.

### Rundtanz (Hornpipe Rounds)
Im 15. und 16. Jahrhundert verstand man unter Hornpipe einen ländlichen Rundtanz, der von Paaren getanzt wurde. Eine erste Erwähnung findet sich in der Morality of Wisdom (ca. 1480/90): Sechs Frauen, drei als „gallants“, drei als „matrons“ verkleidet, tanzen zu einer Hornpipe. „The minstrels play a hornepype, and they all dance until they quarrel.“'Nach dem 17. Jahrhundert ist die Rundtanz-Form praktisch bedeutungslos.
Genauere Beschreibungen dieser Tänze sind nicht überliefert; insbesondere ist unbekannt, ob es damals spezielle Hornpipe-Schritte gab. Schriftliche Belege aus der Zeit um 1600 können lediglich eine grobe Vorstellung vermitteln:

“The round in a circle our sportance must be / Hold hands in a hornpipe all gallant in glee.”

“He leads his wench a country hornpipe round / About a maypole for a holiday.”

Henry Spelman vergleicht in seiner Relation of Virginia (1609) die Tänze der Ureinwohner Virginias mit „our Darbysher [Derbyshire] Hornpipe, a man first and then a woman, all hanging in a round.“
Die ältesten überlieferten Hornpipe-Melodien finden sich in Manuskripten des 16. Jahrhunderts. Sie sind in dreizähligen Takten (meist 3/2, seltener auch 9/4) notiert.

Hugh Aston’s Hornpipe, Mitte 16. Jahrhundert (Mss. Reg. App. 58)

### Hornpipe in der Barockmusik
Charakteristisch für Hornpipe-Stücke in der Musik des Hochbarock ist eine gewisse Vorliebe für Synkopen und Akzentverschiebungen: Passagenweise spielt eine Stimme oder eine Gruppe von Stimmen gegen den Rhythmus der anderen Stimme an. Vor allem die Bassstimme hält in der Regel ein durchgängiges Metrum fest, nicht selten in Form von 'stur' durchgehaltenen, beinahe 'stampfenden' Halben (in 3/2) oder Vierteln (in 3/4). Neben den synkopischen Verschiebungen und/oder Akzenten ist die Melodik oft ausgesprochen lebhaft und fröhlich, und von charakteristischem Laufwerk durchbrochen. Typisch sind auch Sprünge und/oder Akkordbrechungen. Viele Melodien haben einen ziemlich großen Umfang (bis zu 2 Oktaven), wie schon Mattheson beobachtete.
Es gibt auch etwas 'glattere', aber lebhafte Hornpipe-Melodien ohne Synkopen, z. B. Purcells berühmte Hornpipe aus der „First Musick“ von The Fairy Queen (1692), oder „Mr. Eaglefield’s New Hornpipe“ in Playfords Dancing Master von 1696 (Band I, S. 17).
Zu den frühesten bekannten Musiken zählt eine kleine Hornpipe in John Banisters "The Musick at the Bath" (1663) und einige Stücke in der Cembalo-Sammlung Melothesia von 1673: Eine relativ einfache, vornehme Hornpipe (3/2) von Matthew Locke, und zwei lebhafte, urtümliche Hornpipes (in 3/4) von Christopher Preston, welche alle oben aufgezählten Merkmale tragen.

Henry Purcell: Hornpipe („Third act tune“) aus „The Fairy Queen“ (2. Teil)

 Die barocke Hornpipe fand u. a. durch Henry Purcell und Georg Friedrich Händel ihren Eingang in die englische Hochmusik. Purcell verwendete sie häufig in seinen Theater- und Bühnenmusiken, z. B. in King Arthur (1691), The Married Beau (1694), Abdelazer, Distressed Innocence, Bonduca u. a. Besonders berühmte Beispiele finden sich in seiner Semi-Opera The Fairy Queen. Einige dieser Stücke gibt es auch in originalen Versionen für Cembalo oder Spinett.
Berühmt sind auch die Hornpipes in Händels Wassermusik-Suite in F-Dur und in seinem Concerto grosso op. 6, Nr. 7 – letztere ist allerdings wesentlich länger als ein normaler Tanz. Händel benutzte gelegentlich alla hornpipe als Charakter- und Tempoangabe, solche Musikstücke sind kein eigentlicher Tanz, sondern nur im Stil der Hornpipe geschrieben. Ein berühmtes Beispiel dafür ist in der Wassermusik-Suite in D-Dur: Ein Stück mit konzertierenden Trompeten und Hörnern, das im Gegensatz zu einer 'echten' Hornpipe nicht zweiteilig ist (mit Reprisen), sondern in der Dacapo-Form (A-B-A). Händel schrieb sogar Arien im Stil der Hornpipe, z. B. die (Dacapo-)Arie des Ariodante „Dopo notte, atra e funesta“ im 3. Akt der Oper Ariodante (1735).
Die Hornpipe war zwar ein typisch englisches Phänomen, trotzdem findet man einige seltene Beispiele bei deutschen Komponisten wie Telemann und Gottlieb Muffat, vielleicht angeregt durch Händel.

### Country Dance
Um die Mitte des 17. Jahrhunderts wurde es Mode, die damals aktuellen englischen Kontratänze zu Hornpipe-Melodien im 3/2-Takt zu tanzen. Auch die Tänze selbst wurden dann Hornpipe genannt. Auch für die Country Dance Hornpipe gibt es keine Hinweise auf die verwendeten Schritte; die Beschreibungen der Kontratänze geben aber immerhin die Figuren an. Die frühesten Beispiele sind in der dritten Auflage von Playfords Dancing Master (1657): „A Hornpipe“ und „Lady Banbury’s Hornpipe“. Von der ersten teilt Playford jedoch nur die Melodie (in 3/4) mit, und „Lady Banbury’s Hornpipe“ ist ein Tanz im Allabreve-Takt, der mit der typisch barocken Hornpipe nichts zu tun hat.
Richtig gebräuchlich wurden die Country Dance Hornpipes im 3/2-Takt anscheinend erst im letzten Drittel des 17. Jahrhunderts. Die erste Beschreibung eines solchen Tanzes ist „Mr. Eaglefield’s New Hornpipe“ in Playfords Dancing Master von 1696 (Band I, S. 17); die dazugehörige Melodie in A-Dur ist typisch, aber ohne Synkopen (siehe u.). Bis 1726 folgen: „The Cobler’s Hornpipe“ in der Edition von 1701 (S. 271),  „Old Noll’s Hornpipe“ (1710, S. 6), „The Butcher’s Hornpipe“ und „Chalk’s Hornpipe“ (1718, S. 189 + S. 208), „The King’s Head Hornpipe“, „Raven’s Hornpipe“ und „Ravenscroft Hornpipe“ (1726, S. 4, S. 17 und S. 68f). Die überlieferten Melodien zu diesen Tänzen entsprechen der obigen Beschreibung der barocken Hornpipe. Die Melodie von „The Scrag’s Hornpipe“ von 1721 (S. 148) ist eigentlich eine Jig in 6/8.
Viele derartige Stücke wurden auch von Henry Purcell und Georg Friedrich Händel komponiert. John Playfords Sammlung Apollo’s Banquet II enthält 35 Hornpipes von Purcell. Damit fand die 3/2-Hornpipe Eingang in die Kunstmusik der Barockzeit (s. u.)
Es gibt Hinweise darauf, dass die Musik im 3/2-Takt ursprünglich aus Nordengland bzw. dem englisch-schottischen Grenzgebiet (Northumberland) stammt. In der Folk-Musik Northumbrias haben sich einzelne dreizählige Hornpipes wie „Lads of Alnwick“ bis heute gehalten, während sie anderswo von der geradzahligen Hornpipe völlig verdrängt wurden. Auch andere Melodien haben sich erhalten, werden aber heute nicht mehr als Hornpipes, sondern als Jig bzw. Slip Jig klassifiziert. Typische Beispiele sind „Mad Moll“ aus Playfords Dancing Master (9. Auflage, ca. 1698) oder „The Dusty Miller“.

The Dusty Miller, „Old Hornpipe“

### Solotanz

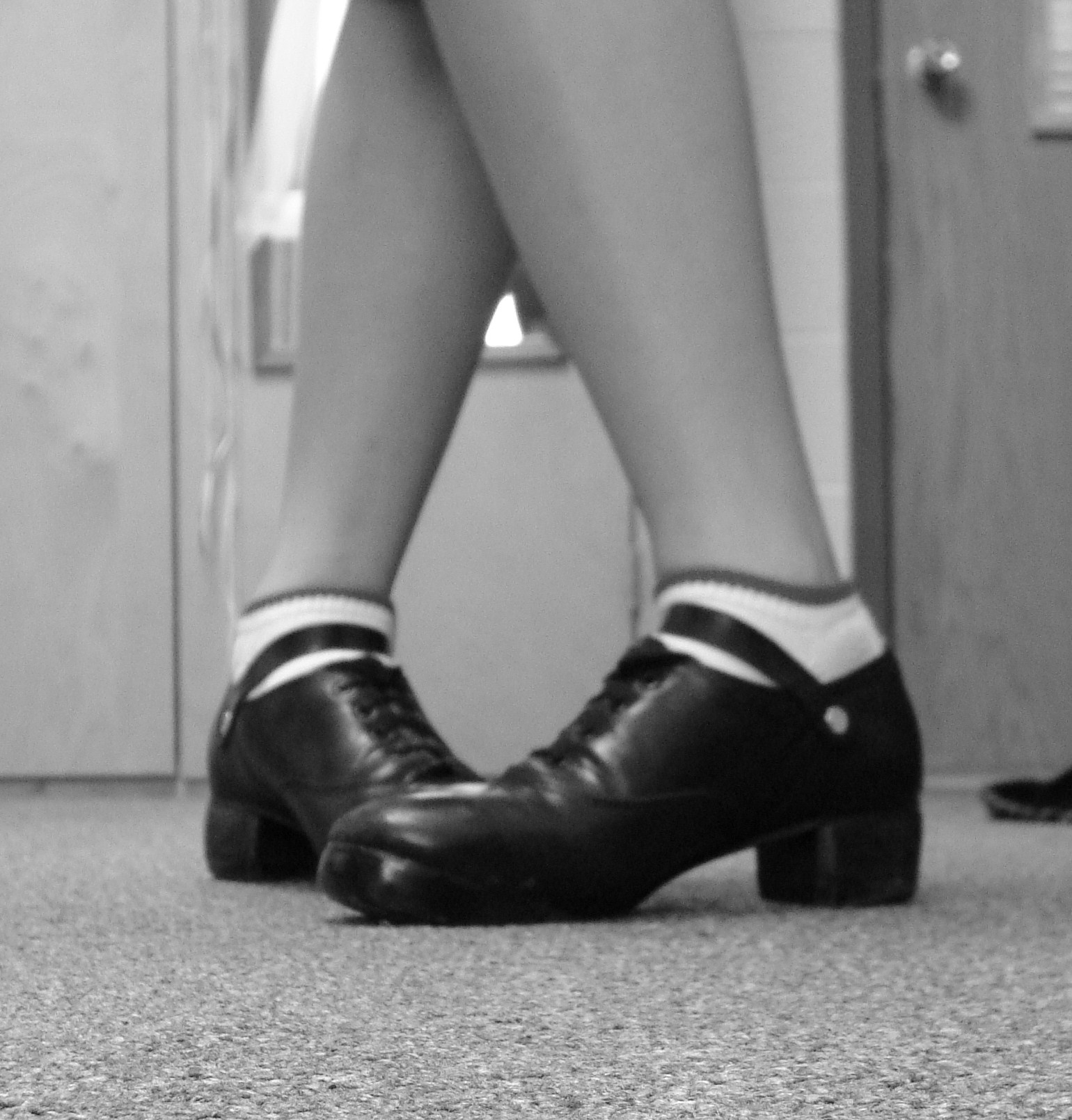
Irische Hard Shoes, auch Hornpipe Shoes oder Jig Shoes genannt

Diese Form der Hornpipe wurde von einem einzelnen Tänzer getanzt, oder auch von mehreren Tänzern gleichzeitig, aber unabhängig voneinander. Hornpipes als Solotanz sind in England seit dem 16. Jahrhundert bekannt, in Wales und Schottland überhaupt „seit altersher“. Erste Belege für die Hornpipe als Solotanz finden sich in England um 1598.

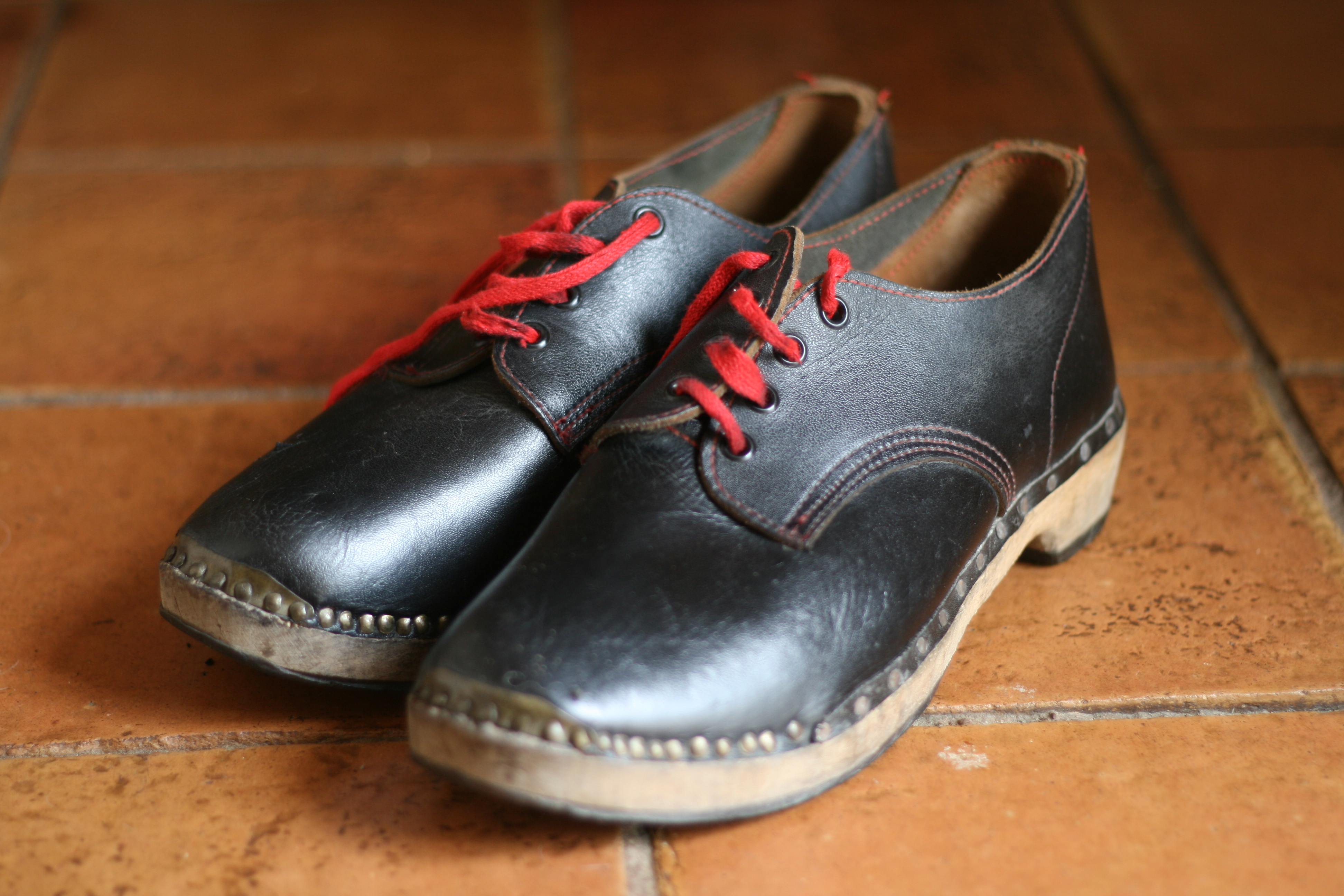
Moderne Lancashire Clogs

Typisch für diese Tänze ist das Stampfen oder Klopfen des Rhythmus mit den Füßen. Die Bezeichnung Clog Dance oder kurz Clog für einen Typ der Hornpipe stammt von den Clogs, Schuhen mit Holzsohle (keine Holzschuhe), die besonders in Lancashire traditionell als Arbeitsschuhe getragen wurden. Diese Art zu Tanzen haben Jig und Hornpipe gemein, sie unterscheiden sich allerdings in der Musik. Dennoch kommt es bis zum 17. Jahrhundert vor, dass die Bezeichnungen Jig und Hornpipe austauschbar verwendet werden. Im Irish Dance werden Hornpipe und Jig als Hard-Shoe-Tänze bis heute so getanzt.
Gegen 1760 veränderte sich der musikalische Charakter der Hornpipe vollständig: Sie steht ab jetzt immer öfter in einem geradzahligen Takt (zunächst 2/4, später 4/4). Der Melodietyp, der nun die Bezeichnung Hornpipe trägt, ist nicht neu: Er war bereits vorher in Schottland verbreitet und wurde in England Scots Measure (s. u.) genannt. In den folgenden Jahrzehnten wurde der 3/2-Takt, und mit ihm die Hornpipe Rounds und die Country Dance Hornpipes, vom 4/4-Solotanz völlig verdrängt.
Bühnenstars jener Zeit, wie Mrs. Baker und Nancy Dawson, führten sie als Bühnentanz ein und gaben ihre Namen für Hornpipes, die zum Teil noch heute gespielt werden („Miss Dawson’s Hornpipe“). Solche Bühnen-Hornpipes wurden noch bis 1840 als Entracte zwischen den Szenen oder Akten der Stücke getanzt. Der erste Beleg für eine solche Bühnen-Hornpipe ist wahrscheinlich ein Programmheft des Drury Lane-Theaters vom 10. Juni 1713, das eine „Hornpipe by a Gentleman for his Diversion“ ankündigt.
Sir George Grove vermutet, dass Thomas Arne die neue, geradtaktige Form der Hornpipe schuf. Arne komponierte 1767 zwei Tänze dieser Art für seine Version von Purcells „King Arthur“. Kurz vorher, auf dem Höhepunkt ihrer Karriere, wechselte Nancy Dawson zum Drury Lane-Theater. Ihre Nachfolgerin in Covent Garden war Mrs. Vernon, die am 24. Oktober 1760 zu einer „New Hornpipe“ von Thomas Arne tanzte. Dieser Anlass erforderte etwas Besonderes als Gegengewicht zur populären Nancy, und Emmerson mutmaßt, dass diese „New Hornpipe“ die erste vom neuen Typ gewesen sein könnte.
Diese Form der Hornpipe hat sich bis heute als englische Sailor’s Hornpipe, aber auch im Irish Folk und in der schottischen Pipe-Music erhalten.

### Sailor’s Hornpipe

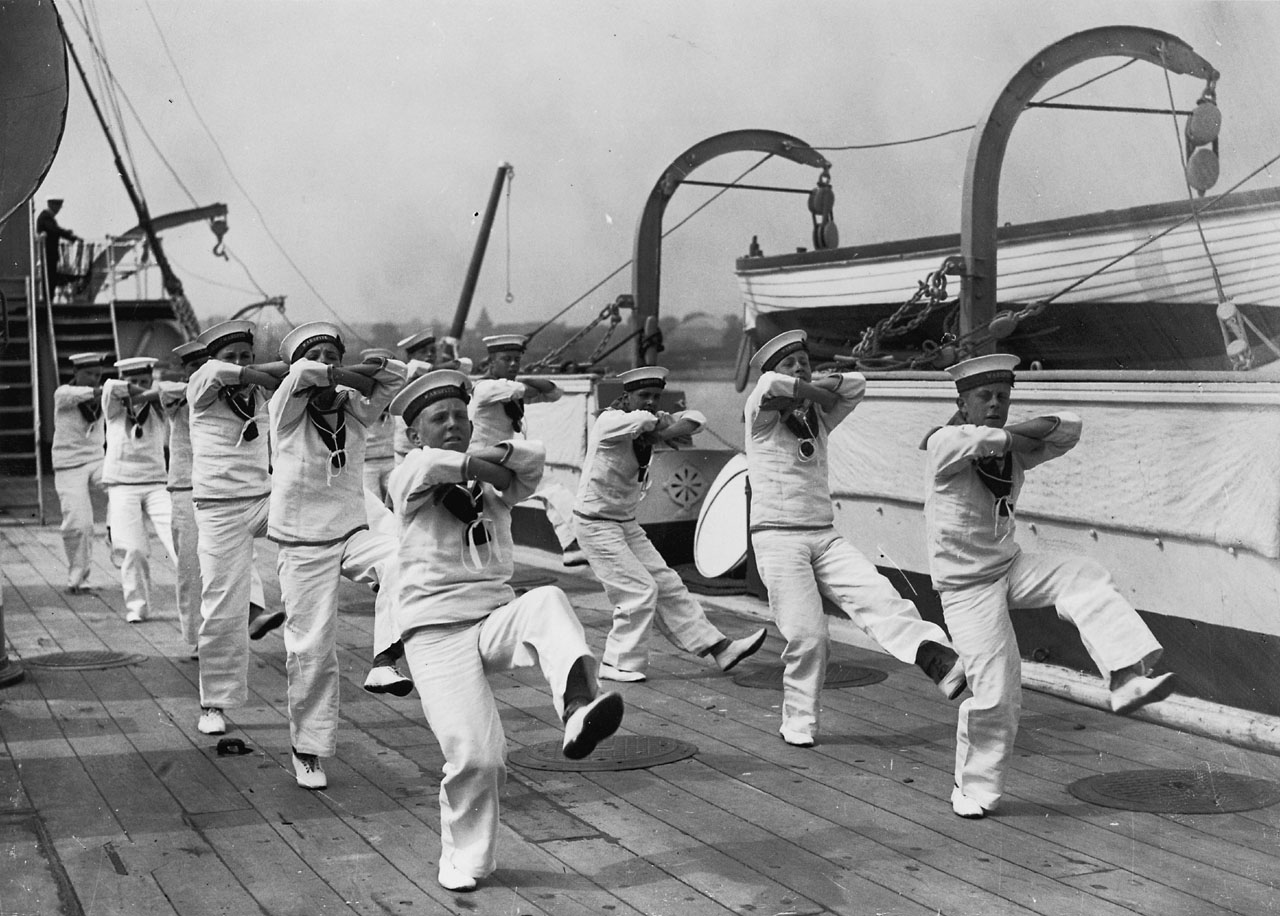
Hornpipe britischer Kadetten, 1928

Die Hornpipe wird gelegentlich als typischer Matrosentanz angesehen – vielleicht deswegen, weil sie als Solotanz, der nur ganz wenig Raum braucht, besonders gut für Schiffe geeignet ist.
Dazu, dass die Hornpipe bis heute als englischer Nationaltanz gilt, hat vor allem Giovanni Gallini beigetragen. Er schrieb 1770:

“In Britain the Hornpipe is a dance held as original to this country. … some of the steps have been used in the English country dance, particularly by the lower class of the people … and few English seamen are to be found that are not acquainted with the Hornpipe … Boys at school destined for the Navy make a point of learning it. Comic dancers coming here (from abroad) apply themselves with great attention to the true study of the Hornpipe and by constant practice acquire the ability of performing it with success in foreign countries where it always meets with the highest applause.”

Die Bedeutung der Hornpipe als typischer Tanz der Seeleute wurde noch dadurch verstärkt, dass Sir Henry Wood die Sailor’s Hornpipe in seiner Fantasia on British Sea Songs (1905) verwendet hat. Dieses Stück ist bis heute Bestandteil der Last Night of the Proms. Die Melodie der Sailor’s Hornpipe wurde als „College Hornpipe“ bereits um 1775 veröffentlicht und geht auf das noch ältere Seemannslied „Jack’s the Lad“ zurück.

The College Hornpipe („Jack’s the Lad“)

Die Verbindung der Hornpipe zur Seefahrt stammt aus dem Jahr 1740, als die Hornpipe schon Jahrhunderte als ländlicher Tanz und Jahrzehnte als Bühnentanz verbreitet war. Im Mai 1740 wurde in Drury Lane erstmals eine „Hornpipe in the Character of a Jacky Tar“ aufgeführt, im August in Covent Garden eine „Hornpipe by a Gentleman in the Character of a Sailor“. Damals wurde noch nicht von der „Sailor’s Hornpipe“ gesprochen. Zur gleichen Zeit, am 1. August 1740, wurde auch „Rule, Britannia!“ uraufgeführt. Den Grund für dieses plötzliche Interesse der Engländer an der Marine sieht Emmerson im Kolonialkrieg gegen Spanien 1739–1742, dem War of Jenkins’ Ear.
Die Sailor’s Hornpipe findet sich heute als Charaktertanz im schottischen Highland Dancing. Sie wird dort in einem Matrosen-Kostüm zu (modernen) Pipe-Hornpipes wie „Crossing the Minch“ getanzt.

### Stile der Hornpipe im 19. Jahrhundert
Die modernen geradtaktigen Hornpipes bestehen ganz überwiegend aus Achtelnoten (4/4- oder 2/2-Takt) bzw. Sechzehntelnoten (2/4-Takt). Es lassen sich im Wesentlichen zwei verschiedene Spielweisen unterscheiden: eine „runde“ (engl. round oder even), bei der alle Einzelnoten gleich lang gespielt werden, und eine „punktierte“ (engl. pointed oder dotted), bei der die Einzelnoten abwechselnd verlängert (punktiert) und verkürzt werden (siehe Notenbeispiele).
Hornpipes von Typ der Sailor’s Hornpipe werden rund gespielt, die anderen oft punktiert. Die punktierte Spielweise entstand wahrscheinlich schon früh in Nordengland (Lancashire oder Northumberland). Es scheint ursprünglich eine akzeptierte Variante der normalen runden Spielweise gewesen zu sein, ähnlich wie der Strathspey zunächst eine rhythmische Variante des Reels war. William C. Honeyman unterscheidet in seinem schottischen Fiddle-Lehrbuch von 1898 drei Spielweisen:

“There are three styles of playing hornpipes. The first, which is almost identical with that of bowing reels, may be named ‘The Sailor’s Hornpipe’ style, and is shown further in the ‘College Hornpipe.’ The second, which may be named the ‘Newcastle Style,’ is used for clog dancing or other step dancing at an easier pace. […] The third style is rather more difficult of acquirement than the second, and may be named ‘The Sand Dance Style,’ as it produces a very sharp and distinct articulation of every note, and is very effective when played pianissimo, as the music is generally wanted in a sand dance, in which every touch and slide of the feet on the sanded stage must be heard.”

Hornpipes in Honeymans Tutor, die als „Newcastle Style“, „Sand Dance Style“ und „Clog Dance“ eingeordnet sind, sind punktiert geschrieben, Hornpipes im „Sailor’s Style“ dagegen rund. Diese Unterscheidung zwischen punktierten „Clogs“ oder „Clog Dances“ und runden „Horpipes“ findet man auch in anderen Sammlungen des 19. Jahrhunderts, wie James Kerrs „Collection of Merry Melodies for the Violin“ (Glasgow, ca. 1880) oder „Ryan’s Mammoth Collection“ (Boston, Mass., 1883). Andererseits gibt es Stücke, die gleichzeitig als „Hornpipe/Clog“ klassifiziert sind, und in anderen Sammlungen findet man runde und punktierte Hornpipes nebeneinander. Moderne Aufnahmen aller Typen zeigen eine große Vielfalt in Akzentuierung und Rhythmus. In Lancashire selbst wurden die „Clog Dances“ im 19. Jahrhundert zu runden wie zu punktierten Hornpipes getanzt, wobei jeder der beiden Rhythmen mit einem eigenen Tanzstil verbunden war.
Alastair Hardie unterscheidet in der schottischen Fiddle-Musik ebenfalls runde und punktierte Hornpipes. Für die runden gibt er ein Tempo von 104–112 bpm an, für die punktierten 69–76 (jeweils bezogen auf halbe Noten im 2/2-Takt). Eine runde Hornpipe unterscheidet sich damit rhythmisch kaum vom Reel, der nur geringfügig schneller ist (120–128 bpm bei Hardie).

Saratoga Hornpipe, „Hornpipe“ in runder Schreibweise (Ryan’s Mammoth Collection, 1883, S. 137)

Bonnie Annie, „Clog“ in punktierter Schreibweise (Ryan’s Mammoth Collection, 1883, S. 158)

## Hornpipe in Irland

Triolenfeeling vs. Punktierung

Nach Irland kam die Hornpipe (irisch: cornphíopa oder crannciuil) erst gegen Ende des 18. Jahrhunderts. In den Hornpipes des Irish Folk wird durchgehend im 4/4 Takt gespielt. Die Melodien bestehen überwiegend aus Achtelnoten, werden aber manchmal auch punktiert geschrieben (s. Notenbeispiele). Gespielt werden die irischen Hornpipes – abweichend von der Notation – praktisch immer in einem Triolenfeeling: die Zeitaufteilung zwischen 1. und 2. Achtel entspricht etwa 60:40 bis 66:33. Meist folgt die Hornpipe einem Melodiemuster |:A,A*:|, |:B,A*:| oder |:A,A*:|, |:B,B*:|.
Die Hornpipe im Irish Dance ist ein reiner Hard-Shoe-Tanz. Wegen der erforderlichen kraftvollen Beinarbeit („heavy stepping“) galt sie in Irland zunächst als für Frauen ungeeignet und wurde nur von Männern getanzt. Heute werden zu Hornpipes sowohl Solo-Stepptänze (auch von Frauen) als auch gewisse Set Dances getanzt.

Boys of Bluehill, eine irisch-amerikanische Hornpipe, hier in punktierter Schreibweise

Derry Hornpipe (Anfang), in der üblicheren nicht punktierten Schreibweise

## Hornpipe in Schottland

### Scots Measure
Eine Melodieform, die sich von der 2/4-Hornpipe des späten 18. Jahrhunderts nur minimal unterscheidet, war in Schottland bereits ein Jahrhundert früher verbreitet. Typische Beispiele, wie „The White Cockade“ und „Dumbarton’s Drums“, finden sich um 1687 in Playfords „Apollos Banquet“, wo sie einfach den Titel „Scots tune“ tragen. Um 1700 wird für diese Stücke erstmals die Bezeichnung Scots Measure (auch Scotch oder Scottish Measure) im Druck verwendet. Henry Playfords Collection of Original Scots Tunes (1700/01) enthält eine ganze Reihe von Stücken mit Titeln wie „Mr. Mc. Clanklaines Scotch-measure“.
Das englische Wort „Measure“ (eigentlich Maß, Takt) bedeutet hier so viel wie Tanz. Im 16. Jahrhundert wurden in England auch Pavane und Basse danse als „the Measures“ bezeichnet. Emmerson vermutet, dass damit speziell Paartänze gemeint waren und dass somit auch der Scots Measure ursprünglich ein Paartanz („twosome“) gewesen sein könnte. Mehr ist über diesen Tanz nicht bekannt. Im 18. Jahrhundert wurden auch zu Scots Measures Country Dances getanzt. Alexander McGlashan veröffentlichte 1781 in Edinburgh seine Collection of Scots Measures, Hornpipes, Jigs, Allemands, Cotillions And all the fashionable Country Dances with a Bass for the Violoncello or Harpsichord, in der Scots Measures neben den neuen Hornpipes im 2/2-Takt (darunter auch die „College Hornpipe“) stehen.
Das charakteristische Merkmal dieser Melodieform im 2/4- oder 2/2-Takt ist ein Wechsel der Betonung, die normalerweise auf dem 1. und 3. Viertel eines Taktes liegt, in einzelnen Takten auf das 2. und 3. Viertel. Solche Takte beginnen mit drei Viertelnoten (bzw. Achtelnoten beim 2/4-Takt), von denen die zweite und dritte oft die gleiche Tonhöhe haben, so dass sich ein charakteristisches „Di-Dam-Dam“ ergibt (vgl. Takt 2 und 8 in „McLauchlanes Scots Measure“). Dieses Muster ist auch in modernen Hornpipes oft erkennbar (vgl. Takt 1, 3 und 8 der „College Hornpipe“, Notenbeispiel oben).

McLauchlane’s Scots Measure, zuerst veröffentlicht als „Mr. Mc. Clanklaines Scotch-measure“ in Henry Playfords Sammlung von 1700

### Pipe-Musik

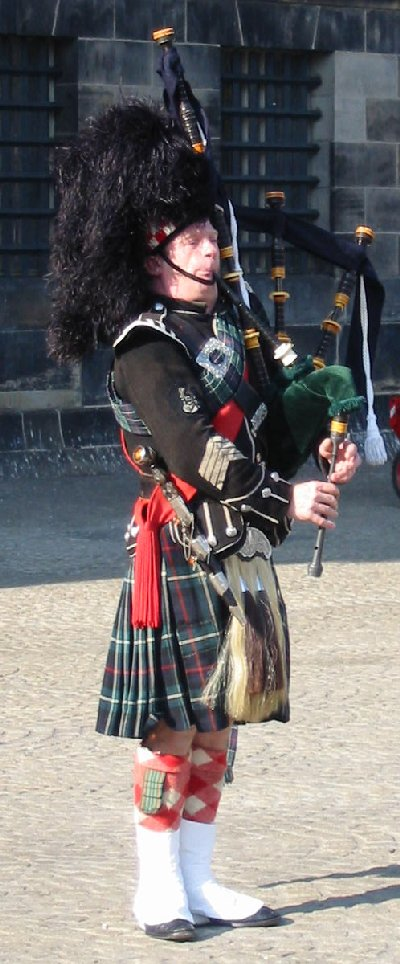
Great Highland Bagpipe

In der Pipe-Musik der gälischsprachigen Highlands spielte die Hornpipe lange Zeit keine Rolle. (Für andere Sackpfeifen gilt das nicht: die 3/2-Hornpipes Englands wurden oft mit Bagpipes begleitet, und auch im Repertoire der Northumbrian Smallpipe hat sich dieser Typ bis heute gehalten.)
Die Scots Measures der Lowlands finden sich in der Musik für die Highland Pipe wieder als Quickstepps bzw. Märsche. Viele heute gebräuchliche 2/4-Märsche, auch die Competition Marches, zeigen noch das charakteristische rhythmische Muster. Beispiele sind „Highland Laddie“, „Dumbarton’s Drums“, „The 79th Farewell to Gibraltar“ oder „The Stirlingshire Militia“.
Hornpipes im Stil der irischen Hornpipe oder der Sailor’s Hornpipe wurden erst später übernommen. Pipe-Musik-Sammlungen des 19. Jahrhunderts enthielten zunächst nur wenige Hornpipes, manche davon als „hornpipe or march“ klassifiziert. Erst um 1940 kamen Pipe-Hornpipes wirklich in Mode. Seither nimmt ihre Zahl und ihre Beliebtheit beständig zu.

## Noten und andere Quellen
- MELOTHESIA or, Certain Rules for Playing upon a Continued – Bass. With A choice Collection of Lessons for the Harpsichord and Organ of all Sorts. The First Part. (1673) (Cembalosuiten und Einzelstücke von Matthew Locke, Christopher Preston, John Roberts, William Gregorie, William Hall, Robert Smith, John Banister, J. Moss, G. Diesner, William Thatcher), New York: Performer’s Facsimiles (01234), o. J.
- John Playford, (PLAY.1-3A,1657) The Dancing Master: or, plain and easie Rules for the Dancing of Country-Dances, with the Tunes to each Dance. To which is added the Tunes of the most usual French Dances. And also other New and Pleasant English Tunes for the Treble-Violin., 1657. London: J. Playford, 1657, pp. I, 1-132; II, 33-60. (Glasgow University Library)
- John Playford, (PLAY.1-9,1695) The Dancing-Master: or, Directions for Dancing Country Dances, with the Tunes to each Dance for the Treble-Violin. The Ninth Edition Corrected; with the Addition of several new Dances and Tunes, never before printed. [London] …, 1695. [Includes 2 Appendixes: The Second Part of the Dancing-Master...,. 1696. 24 p., 24 dances; An Additional Sheet of New Dances for the Second Part of the Country-Dancing-Master [1697]. 12 p. 11 dances.], London: H. Playford, 1695 / 1696 / 1697. (Vaughan Williams Memorial Library.; British Library).
- John Playford, (PLAY.1-11,1701) The Dancing-Master: or, Directions for Dancing Country Dances, with the Tunes to each Dance for the Treble-Violin. The Eleventh Edition Corrected..., 1701. [Includes: New Country-Dances...., London, 1701. 24 p., 24 dances.], London: Henry Playford, 1702, pp. 10; I, 312; II, 24. (Dundee Public Library).
- Henry Purcell, Piano Solo Complete Edition (Urtext), ed. by István Máriássy, Budapest: Könemann (o. J.).

## Einspielungen
- Four and Twenty Fiddlers – Music for the Restoration Band (Instrumentalsuiten von Matthew Locke, John Banister, Louis Grabu, Henry Purcell), The Parley of Instruments Renaissance Violin Band, dir. Peter Holman, erschienen bei Hyperion (CDA66667), 1993.
- Henry Purcell, The Fairy Queen (2 CDs), Les Arts Florissants, William Christie, erschienen bei: harmonia mundi France, 1989.
- Henry Purcell, King Arthur (2 CDs), Deller Consort & Choir, The King’s Musick, Alfred Deller, erschienen bei: harmonia mundi France, 1978 / 2011.
- Henry Purcell, Musik für das Theater (Musik aus „Abdelazer“, „Distressed Innocence“, „The Married Beau“, „The Gordian Knot Untied“) (LP), Academy of Ancient Music, dir. by Christopher Hogwood, erschienen bei: Decca-Telefunken, 1976.
- Henry Purcell, Theatre Music – Vol. II (Musik aus „Bonduca“, „Sir Anthony Love“, „Circe“) (LP), Academy of Ancient Music, dir. by Christopher Hogwood, erschienen bei: Decca-Editions de l’Oiseau-Lyre, 1977.